# ۲۵۳ (میلادی)
۲۵۳ (میلادی) دویست و پنجاه و سومین سال تقویم میلادی است.

## رویدادها
- تربونیانوس گالوس و پسرش ولوسیانوس به‌دست سپاهیان خود در موئسیا کشته می‌شوند.
- آئمیلیانوس امپراتور روم شده و تنها چند ماه پس از آن به‌دست سربازان خود کشته می‌شود.
- والریان امپراتور روم می‌شود.

## درگذشتگان
- آئمیلیانوس، امپراتور روم
- تربونیانوس گالوس، امپراتور روم
- ولوسیانوس، امپراتور روم
- کورنلیوس، پاپ کلیسای کاتولیک روم

‎